# 6.29 선언
6.29 민주화 선언(六二九民主化宣言), 약칭 6·29 선언(六二九宣言)은 1987년 6월 항쟁 직후인 6월 29일에 민주정의당의 대표 노태우가 직선제 개헌요구를 받아들여 발표한 특별 선언이다.

## 배경

### 권력을 찬탈한 신군부의 집권
10·26 사건으로 박정희 대통령이 암살되자 유신체제는 붕괴의 위기에 직면하였고, 전두환을 위시한 신군부 세력은 12·12 사태를 통해 박정희 대통령을 시해한 사건인 10.26 사건의 수사를 방해를 하고 조기에 종결하려했던 구군부를 몰아내고 권력을 장악하였다. 전두환은 유신헌법에 따라 통일주체국민회의에서 선출되어 대통령에 취임하였다. 이후 제8차 헌법개정을 통해 제5공화국이 출범하였다. 제5공화국의 헌법은 간접 선거를 통한 7년 단임제의 대통령이 국가 원수와 정부 수반의 지위를 갖는 것을 골자로 하고 있었고, 이 외에도 국회 해산권, 비상조치권, 헌법개정제안권 등의 권한을 대통령에게 주어 대통령에게 편향된 권력 구조를 보이게 되었다.

### 민주화를 요구하는 전국적인 시위
경제적으로 여유로워지고 시민의식이 높아짐에 따라, 천부인권적인 권리를 주장하는 국민들의 요구가 시작되었다. 1985년에 6.25 전쟁 이후 최초의 동맹 파업인 구로동맹파업이 일어나는 등, 민주주의에 대한 요구는 점차 커져가고 있었다. 1987년 1월 14일에는 박종철 고문치사 사건이 벌어지자 연일 시위가 그치지 않았다. 한편, 6월 10일 전두환 정권은 제5공화국 헌법에 따라 간접 선거로 치를 예정이었던 대통령 선거의 후보로 노태우를 지명하고자 하였다. 시민들은 이 날을 기해 직선제 개헌을 요구하는 대대적인 시위를 계획하였다. 6월 9일 연세대학교 재학생이던 이한열이 시위 도중 최루탄에 맞아 중태에 빠지자 시민들의 분노는 극에 달하게 되었고, 6월 10일 전국적인 시위가 개최되었다

### 하달된 진압 명령에 군내 반발
6월 내내 직선제 개헌을 요구하는 시민들의 시위가 계속되자 6월 19일 육군참모총장 발 ‘작전명령 제87-4호’이 군에 하달된다. 수도권 및 후방에 특작부대를 배치, 계엄사를 운용, 수도 기계화 사단과 항공여단에 육군 지원, 발포 명령은 육군본부에 건의만으로 승인이 그 내용이었다. 내전 상태로 번질 수 있는 유혈 사태를 우려한 민병돈 특전사령관이 명령 취소를 고명승 보안사령관을 통해서 전두환 대통령에게 건의한다. 특전사령관은 명령이 취소되지 않으면 707대대로 청와대를 점령하는 쿠데타까지 염두에 둔 상황이었다. 군내 반발 여론을 전달받은 대통령은 작전 명령은 엄포용으로 하달하였으나 군을 출동 시키지는 않는다. 그리고 며칠 후 29일 노태우는 6·29 민주화 선언을 통해 직선제 개헌 요구를 수용한다고 발표한다.

## 선언 내용
1. 대통령직선제 개헌을 통한 1988년 2월 평화적 정권이양
2. 대통령선거법 개정을 통한 공정한 경쟁 보장
3. 김대중의 사면복권과 시국관련사범들의 석방
4. 인간존엄성 존중 및 기본인권 신장
5. 자유언론의 창달
6. 지방자치 및 교육자치 실시
7. 정당의 건전한 활동 보장
8. 과감한 사회정화조치의 단행

5공화국의 내각제 헌법초안 작성에 참여했던 고려대학교 교수 한승조의 증언에 따르면, 6·29 선언문 초안은 박철언이 작성했고, 박철언의 주도하에 노재봉, 이홍구, 김학준 등 당시 서울대학교 교수팀이 참여하여 최종 문건으로 완성되었다.

## 평가
6·29 민주화 선언은 6월 민주 항쟁의 결과 시민들의 직선제 요구를 수용한 것이다. 제5공화국에 대한 국민들의 끊임없는 불신과 저항으로 궁지에 몰린 집권여당의 대표가 발표한 이 선언으로 인해 헌법 개정이 불가피하게 되었고, 현재까지 유지되고 있는 제9차 개정헌법이 발의되었다. 제9차 개정헌법은 1987년 10월 27일 총 유권자의 78.2%에 대당하는 20,038,672명이 국민 투표에 참여하고 이 중 93.1%가 찬성하여 수립되었다. 새롭게 개정된 헌법에 따라 대통령 선거가 치러졌으며 노태우가 이듬해인 1988년 2월에 제13대 대통령에 취임하였다. 제9차 개정헌법은 형식적으로는 헌법의 개정 절차를 따랐으나 실질적으로는 입헌민주주의를 지향하고 국민의 대표를 선출하는 방법을 변경하는 등 헌법의 제정이라 할 수 있을 정도의 변화가 있었다.
한편, 윤치영은 노태우 대표위원에 의한 민주화 선언은 무정부상태로까지 치달을 뻔한 우리나라를 쾌도난마를 끊는 솜씨와 같이 온국민에게 안도의 숨을 몰아쉬게 만들었다고 긍정적으로 평가하면서, 노태우의 6.29 민주화 선언을 두고 국민에 대한 항복 선언이니, 어쩔 수 없는 궁여지책이니 하고 입방아를 찧는 일은 너무나도 정치적 선동에 치우친 감이 없지 않다는 의견을 나타냈다.

## 같이 보기
- 4·13 호헌 조치
- 6월 항쟁
- 노태우
- 전두환
- 이한열